# Schlotheimia trichomitria
Schlotheimia trichomitria är en bladmossart som beskrevs av Schwaegrichen 1826. Schlotheimia trichomitria ingår i släktet Schlotheimia och familjen Orthotrichaceae. Inga underarter finns listade i Catalogue of Life.